# Jours de fête
Albums de Nicole Rieu
Où vont les mots ? Jardins, Vol. 3
Jours de fête est le 18e album studio de Nicole Rieu. L'album est sorti en janvier 2018 chez Productions Miracos, en association avec Universal France et EPM Musique.

## Liste des titres
| No  | Titre                         | Paroles     | Musique     | Durée |
| --- | ----------------------------- | ----------- | ----------- | ----- |
| 1.  | Chevaliers, chevaleresses     | Nicole Rieu | Nicole Rieu | 2 :57 |
| 2.  | J'ai frotté mes mains         | Nicole Rieu | Nicole Rieu | 2 :35 |
| 3.  | Doudou                        | Nicole Rieu | Nicole Rieu | 2 :45 |
| 4.  | Les laminaires                | Nicole Rieu | Nicole Rieu | 2 :59 |
| 5.  | La fourmi et la cigale        | Nicole Rieu | Nicole Rieu | 2 :34 |
| 6.  | Petite étoile                 | Nicole Rieu | Nicole Rieu | 2 :54 |
| 7.  | La langue des étoiles         | Nicole Rieu | Nicole Rieu | 3 :37 |
| 8.  | Une année, quatre saisons     | Nicole Rieu | Nicole Rieu | 3 :04 |
| 9.  | Le rat et le ver de terre     | Nicole Rieu | Nicole Rieu | 3 :13 |
| 10. | Pas fous                      | Nicole Rieu | Nicole Rieu | 3 :04 |
| 11. | L'homme à l'oreille manquante | Nicole Rieu | Nicole Rieu | 2 :34 |
| 12. | Jour de fête                  | Nicole Rieu | Nicole Rieu | 2 :33 |

## Autres informations
- Production : Productions Miracos, avec l'aide de Coline "Les Amis de Nicole Rieu"
- Musiciens : Nicole Rieu : guitares et voix, Julien Rieu de Pey : basses et autres instruments
- Arrangements musicaux, prises de son, mixages, mastering et réalisation : Julien Rieu de Pey
- Chœurs : Nicole Rieu, Julien Rieu de Pey et les enfants de l'école de Caumont, en Ariège
- Illustration de la pochette : Rosanna Tasker
- Design : Romain Macé, Zanzibar

## Particularité
- L'intégralité des droits d'auteur pour les chansons Chevaliers, chevaleresses, J'ai frotté mes mains, Les laminaires, L'homme à l'oreille manquante et Jour de fête sera reversée à l'association "Mosaïques 9", pour partager avec d'autres enfants moins chanceux.